# Llenemos Bruselas
Llenemos Bruselas (en catalán: Omplim Brussel·les) es una iniciativa ciudadana promovida en les redes sociales por las entidades separatistas Asamblea Nacional Catalana y Òmnium Cultural, que consistió en la convocatoria de una manifestación el 7 de diciembre de 2017 a las 11 de la mañana en Bruselas. El lema de la manifestación, inicialmente estaba previsto como "Europa despierta, ayuda a Cataluña", finalmente apareció en la pancarta de cabecera y en el guion de los parlamentos como "Europa despierta! Democracia para Cataluña". La policía belga informó que la manifestación reunió a unas 45.000 personas.

## Antecedentes
Justo después de la manifestación "Somos República", que llenó la calle Marina de Barcelona, las entidades ANC y Òmnium comunicaron por redes sociales su voluntad de hacer una nueva convocatoria, esta vez en Bruselas, que reunió más de 90.000 apoyos en menos de una semana,[cita requerida] con el objetivo de apoyar al anterior gobierno de la Generalidad de Cataluña y rechazar la aplicación del Artículo 155 de la Constitución Española. Tanto Carles Puigdemont como Oriol Junqueras apoyaron el acto mediante mensajes de apoyo en las redes sociales. Se escogió esta fecha para priorizar la presencia de eurodiputados en Bruselas. A finales de noviembre se informó que la mayor parte de hoteles de toda la región de Bruselas estaban ocupados, unas 18.000 plazas. La policía belga estimó que asistirían al evento unas 50.000 personas.

## Transcurso de la manifestación
La manifestación estaba prevista que empezara a las once de la mañana en el parque del cincuentenario, junto a la avenida de Tervuren (Estación Merode), a pesar de que finalmente, la gran afluencia de gente obligó a los organizadores a cambiar el recorrido, puesto que la entrada inicial del parque del cincuentenario no era bastante grande para los manifestantes, cambiando así el inicio de la manifestación al otro lado del parque, que tiene una entrada más ancha. El acto tenía previsto acabar en la plaza de Schumann, ante la sede de la Comisión Europea y el Consejo de la Unión Europea. La marcha se cerró con un acto político en el que participaron personalidades internacionales y los representantes de las entidades separatistas.